# Bituminaria acaulis
Bituminaria acaulis är en ärtväxtart som först beskrevs av Franz Georg Hoffmann, och fick sitt nu gällande namn av Charles Howard Stirton. Bituminaria acaulis ingår i släktet Bituminaria och familjen ärtväxter. Inga underarter finns listade i Catalogue of Life.